# Líderes en asistencias de la WNBA
Las Líderes en asistencias de la WNBA es la jugadora con el mayor promedio de asistencias por partido en una temporada determinada, el título no se otorgó hasta la temporada 2006, ya que el premio Peak Performers es la categoría principal de este título y el formato de premiación varió en sus primeros años.
Courtney Vandersloot posee los récords de todos los tiempos de asistencias totales en una temporada (300) y asistencias por juego en una temporada (9.1). Ambos fueron grabados en 2019 con el Chicago Sky. La temporada 2019 fue la tercera temporada consecutiva en la que Vandersloot estableció un nuevo récord de la WNBA en asistencias por partido.

Ticha Penicheiro es la jugadora con más lideratos de asistencias en su carrera, con siete (también tiene el récord de más lideratos consecutivos, con cinco). Courtney Vandersloot ha liderado la liga cuatro veces, Lindsay Whalen y Sue Bird lideraron la liga tres veces, y Nikki Teasley ha liderado la liga dos veces. Solo una jugadora ganó el título de asistencias y el Campeonato de la WNBA en la misma temporada: Lindsay Whalen en 2012 con las Minnesota Lynx.

## Clave
|      |              | Jugadora activa en la WNBA                                    |                                                               |                                                               |                                                               |                                                               |
| (#)  | (#)          | Indica el número de veces que la jugadora ha ganado el título | Indica el número de veces que la jugadora ha ganado el título | Indica el número de veces que la jugadora ha ganado el título | Indica el número de veces que la jugadora ha ganado el título | Indica el número de veces que la jugadora ha ganado el título |
| Pos. | Posición(es) | Posición(es)                                                  | B                                                             | Base                                                          | E                                                             | Escolta                                                       |
| A    | Alero        | Alero                                                         | AP                                                            | Ala-pívot                                                     | P                                                             | Pívot                                                         |

## Líderes en asistencia
| Temporada | Jugadora                 | Pos. | Equipo                   | Partidos jugados | Balones perdidos | Asistencias por perdidas | Asistencias totales | Asistencias por partido |
| --------- | ------------------------ | ---- | ------------------------ | ---------------- | ---------------- | ------------------------ | ------------------- | ----------------------- |
| 1997      | Teresa Weatherspoon      | B    | New York Liberty         | 28               | 94               | 1.83                     | 172                 | 6.1                     |
| 1998      | Ticha Penicheiro         | B/E  | Sacramento Monarchs      | 30               | 116              | 1.93                     | 224                 | 7.5                     |
| 1999      | Ticha Penicheiro (2)     | B/E  | Sacramento Monarchs      | 32               | 135              | 1.67                     | 226                 | 7.1                     |
| 2000      | Ticha Penicheiro (3)     | B/E  | Sacramento Monarchs      | 30               | 71               | 3.32                     | 236                 | 7.9                     |
| 2001      | Ticha Penicheiro (4)     | B/E  | Sacramento Monarchs      | 23               | 64               | 2.69                     | 172                 | 7.5                     |
| 2002      | Ticha Penicheiro (5)     | B/E  | Sacramento Monarchs      | 24               | 69               | 2.78                     | 192                 | 8.0                     |
| 2003      | Ticha Penicheiro (6)     | B/E  | Sacramento Monarchs      | 34               | 81               | 2.83                     | 229                 | 6.7                     |
| 2004      | Nikki Teasley            | B/E  | Los Angeles Sparks       | 34               | 103              | 2.01                     | 207                 | 6.1                     |
| 2005      | Sue Bird                 | B    | Seattle Storm            | 30               | 87               | 2.02                     | 176                 | 5.9                     |
| 2006      | Nikki Teasley (2)        | B/E  | Washington Mystics       | 34               | 77               | 3.68                     | 283                 | 5.4                     |
| 2007      | Becky Hammon             | B    | San Antonio Silver Stars | 28               | 114              | 1.23                     | 140                 | 5.0                     |
| 2008      | Lindsay Whalen           | B    | Connecticut Sun          | 31               | 58               | 2.86                     | 166                 | 5.4                     |
| 2009      | Sue Bird (2)             | B    | Seattle Storm            | 31               | 81               | 2.21                     | 179                 | 5.8                     |
| 2010      | Ticha Penicheiro (7)     | B/E  | Los Angeles Sparks       | 32               | 72               | 3.06                     | 220                 | 6.9                     |
| 2011      | Lindsay Whalen (2)       | B    | Minnesota Lynx           | 34               | 75               | 2.65                     | 199                 | 5.9                     |
| 2012      | Lindsay Whalen (3)       | B    | Minnesota Lynx           | 33               | 68               | 2.62                     | 178                 | 5.4                     |
| 2013      | Danielle Robinson        | B    | San Antonio Silver Stars | 25               | 64               | 2.63                     | 168                 | 6.7                     |
| 2014      | Courtney Vandersloot     | B    | Phoenix Mercury          | 33               | 87               | 2.13                     | 185                 | 5.6                     |
| 2015      | Candace Parker           | A    | Los Angeles Sparks       | 16               | 40               | 2.50                     | 100                 | 6.3                     |
| 2016      | Sue Bird (3)             | B    | Seattle Storm            | 34               | 84               | 2.33                     | 196                 | 5.8                     |
| 2017      | Courtney Vandersloot (2) | B    | Chicago Sky              | 27               | 80               | 2.73                     | 218                 | 8.1                     |
| 2018      | Courtney Vandersloot (3) | B    | Chicago Sky              | 30               | 104              | 2.48                     | 258                 | 8.6                     |
| 2019      | Courtney Vandersloot (4) | B    | Chicago Sky              | 33               | 96               | 3.13                     | 300                 | 9.1                     |